# Benjamin Hvidt
Benjamin Hvidt, né le 12 mars 2000 à Kolind au Danemark, est un footballeur danois qui évolue au poste de milieu central à l'AGF Aarhus.

## Biographie

### AGF Aarhus
Né à Kolind au Danemark, Benjamin Hvidt est formé à l'AGF Aarhus, qu'il rejoint en 2012. Il signe un premier contrat jeune en mars 2015, à ses 15 ans, alors qu'il évolue avec les U17 du club. Le 3 juillet 2016, Hvidt prolonge son contrat de trois ans avec son club formateur, soit jusqu'en 2019. Quelques jours plus tard, il est annoncé qu'il est intégré à l'équipe première, à seulement 16 ans. 
Hvidt joue son premier match en professionnel lors d'une rencontre de coupe du Danemark face au FC Copenhague, le 6 avril 2017. Il est titularisé, et joue l'intégralité de cette rencontre perdue par les siens (2-1). Le 24 avril suivant, il joue son premier match de Superligaen, face à l'Aalborg BK. Ce jour-là, il entre en jeu et son équipe remporte la partie sur le score de quatre buts à zéro.
Le 12 février 2021, Hvidt signe un nouveau contrat avec l'AGF, le liant désormais au club jusqu'en décembre 2023. 
Hvidt se blesse gravement en août 2021, touché au ligament croisé du genou, il est absent des terrains pour de longs mois,.
Hvidt ne joue par un seul match lors de la saison 2021-2022 et fait son retour à la compétition un an après sa blessure, le 15 août 2022, lors d'un match de championnat remporté par son équipe face au Lyngby BK (1-0 score final). Mais le joueur joue de nouveau de malchance en étant une nouvelle fois gravement touché au genou en janvier 2023, et absent pour de longs mois.
Au début de l'année 2024, Hvidt reprend progressivement l'entraînement après sa grave blessure.

### En sélection nationale
Avec les moins de 17 ans, il participe aux éliminatoires du championnat d'Europe des moins de 17 ans 2017 (deux matchs joués).
Avec les moins de 19 ans, il dispute les éliminatoires du championnat d'Europe des moins de 19 ans 2019 (deux rencontres jouées).